# テウディス
テウディス（Theudis、? - 548年6月）は、西ゴート国王（在位：531年 - 548年）。
東ゴート王テオドリック配下の将軍であったが、バルト家の末裔であるアマラリック王の没後権力を握った。

## 生涯
テオドリック王によって軍の指揮官として西ゴートの宮廷へ送られ、彼はいくつかの領地で領主となった（プロコピオスは彼が暴君であったと述べている）。彼は金持ちのヒスパノ・ローマ人と結婚し、友好的な関係を築いた。アマラリックの死によって、西ゴート貴族に請われて王位についた（イシドールスは彼が17年間治めたとしている）。アマラリックは西ゴートの首都をナルボンヌからバルセロナに移したが、テウディスはさらにトレドへ移した。
541年にクロタール1世とキルデベルト1世が率いるフランク軍がパンプローナからサラゴサへ侵攻し、49日間包囲される事態に直面した。フランク軍を破った後、彼らの復路を将軍テウディギセルに追わせて、フランク軍に大量の犠牲者を出させた。対照的に、542年のセウタ防衛においては、海と陸から攻撃してくる東ローマ帝国に対して敗退した。
546年、トレドにおいて、訴訟において原告被告両方が負担する費用を定めた訴訟法を布告した。これはテオドシウス2世のテオドシウス法典に盛り込まれていたもので、アラリック2世の聖務日課書（en）にも収められていた。
548年、狂人のふりをしたゴート人によって、テウディスはバルセロナの宮殿で暗殺された。セビリアの宮殿で暗殺されたという説もある。また、警護兵に殺されたというものや、貴族の陰謀に関与した者が狂人のふりをして暗殺を行ったというものもある。